# سوپ سنگی

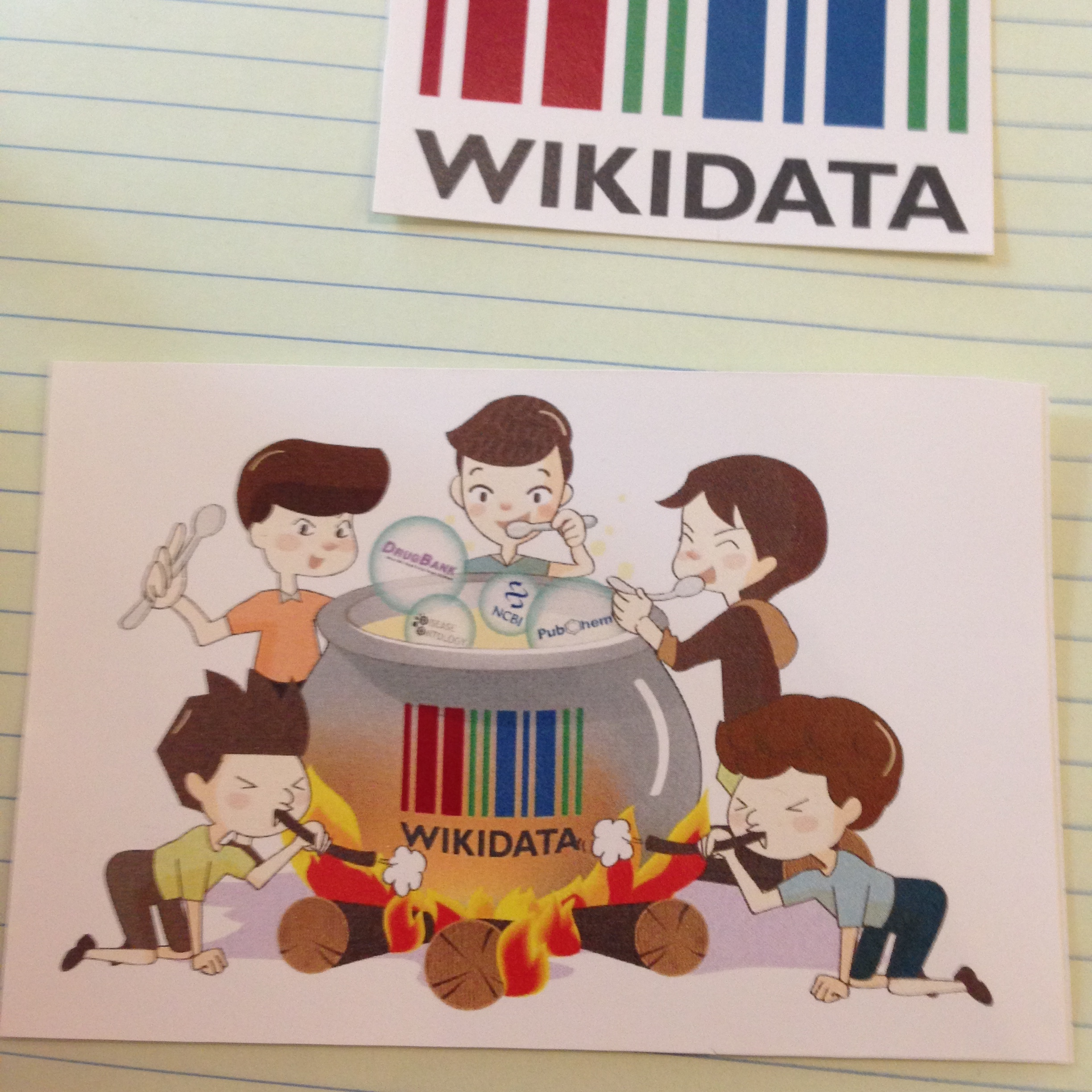
سوپ سنگی

سوپ سنگی، داستان فولکلور پرتغالی است که به اشکال مختلف در فرهنگ‌های دیگر نیز وارد شده‌است. در برخی از جوامع، سنگ با اجسام دیگری چون میخ، تبر، دکمه، ناخن و چوب جایگزین شده‌است.

## داستان
روزگاری دو مرد گرسنه و آواره که از مال دنیا تنها یک دیگ داشتند، وارد دهکده‌ای می‌شوند و از آن‌جایی که پولی هم نداشتند، هیچ‌یک از اهالی روستا کمکی نمی‌کند و غذایی بهشان نمی‌دهد. به ناچار آن دو مرد با دست خالی به سمت رودخانه می‌روند، آتشی فراهم می‌کنند، دیگ‌شان را با آب رود پر می‌کنند و سنگ بزرگی را داخل دیگ‌شان می‌اندازند. در این حین، یکی از اهالی دهکده کنجکاو می‌شود و از آن دو می‌پرسد که چه درست می‌کنند؟ یکی از آن دو می‌گوید که سوپ خوشمزه و لذیذی به نام سوپ سنگی درست می‌کنیم، اما کمی سبزیجات معطر و چیزهای دیگری برای بهتر شدن طعم سوپ را کم داریم تا برای اهالی روستا سوپی بی‌نظیر درست کنیم. با پخش شدن شایعه طبخ سوپی بی‌نظیر، اهالی روستا برای آن‌که مقداری از سوپ نصیب‌شان شود، شروع به همکاری و آوردن ادویه و سبزیجات و گوشت و هویج و پیاز و … می‌کنند. در آخر آن دو مرد گشنه و آواره به هدفشان می‌رسند و اهالی دهکده نیز خوشحال از آن‌که بخشی از سوپ نصیبشان شده، به شادی می‌پردازند!